# گیلانشاه خاور دور
گیلانشاه خاور دور (نام علمی: Numenius madagascariensis) نام یک گونه از سرده گیلانشاه‌های نوک‌خمیده است. گیلانشاه خاور در فهرست گونه‌های در معرض خطر  قرار دارد و از پرندگانی است که در خطر انقراض است.

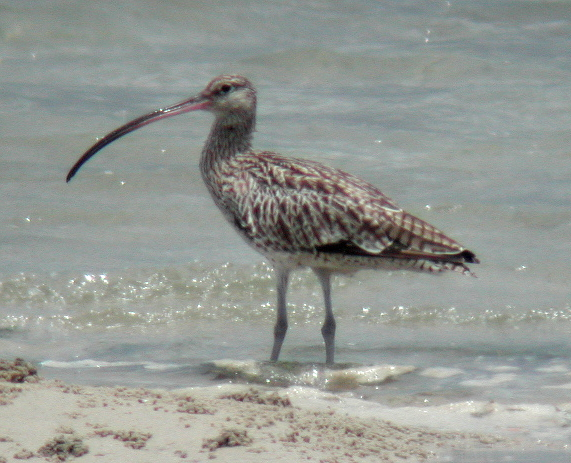
گیلانشاه خاور از آبچرهایی است که در جریان مهاجرت سالیانه، دو بار مسیر پرواز استرالیا به شرق آسیا را طی می‌کند.